# Itawa
Itawa fou un estat tributari protegit de l'Índia, del tipus zamindari, al districte de Sagar a les Províncies Centrals, tahsil de Khurai, a 77 km al nord-oest de la ciutat de Sagar. Estava format per 44 pobles amb una superfície de 199 km². La vila d'Itawa tenia aleshores 2.177 habitants.
Itawa havia estat fundat per Indrajit, un oficial bundela al servei d'Akbar el Gran (segle XVI); a l'inici del segle XVIII fou concedida pels mogols a Diwan Anup Singh, rajà de Panna, que hi va construir un fort i va embellir la vila. El 1751 Itawa va passar als marathes a canvi del seu ajuts contra els bundeles, i els nous propietaris van reforçar el fort i van construir alguns dels millors edificis. Quan els marathes van cedir el districte de Sagar als britànics el 1818, la comarca la formaven 46 pobles que aportaven una renda de 896 lliures a l'any, i fou concedida de forma vitalícia a Ram Bhao, un maratha pandit, a canvi dels seus dominis a Malhargarh (a l'extrem nord-oest del districte de Sagar, darrer el riu Betwa) i a Kanjia, cedit el primer a Daulat Rao Scindia i el segon al seu talukdar (16 pobles en ple dret i 28 només amb dret superior).